# Wiljan van den Akker
Wilhelmus Johannes (Wiljan) van den Akker (Oss, 22 december 1954) is faculteitshoogleraar aan - en vicerector van de Universiteit Utrecht.

## Biografie
Van den Akker deed eindexamen gymnasium bèta te Utrecht. Daarna begon zijn loopbaan als docent aan de MO-lerarenopleiding. Hij promoveerde in 1985 op Een dichter schreit niet. Aspecten van M. Nijhoffs versexterne poëtica aan de Universiteit Utrecht. Hij had zich al eerder, samen met anderen, beziggehouden met het samenstellen van het verzameld werk van Adriaan Roland Holst. Hij hield zich voorts bezig met het werk van Arthur van Schendel, Martinus Nijhoff (waarop hij dus ook promoveerde), J.H. Leopold, Hans Lodeizen, Jan Campert en Mark Strand. In 1988 werd hij, na een universitair hoofddocentschap, hoogleraar Moderne Nederlandse letterkunde aan de Universiteit Utrecht, hetgeen hij bleef tot 2003 toen hij een functie aanvaardde bij de KNAW. Even later werd hij benoemd tot faculteitshoogleraar Moderne poëzie te Utrecht. Daarna werd hij vicerector voor onderzoek aan de Universiteit Utrecht. Sinds 1 september 2016 is hij directeur van het Centre for the Humanities.
In 2008 debuteerde hijzelf met gedichten, met de bundel De afstand. Voor deze bundel ontving hij in 2008 de C. Buddingh'-prijs, de Nederlandse poëzieprijs
voor debuterende dichters. In 2015 publiceerde hij samen met zijn echtgenote Esther Jansma de roman Messias onder het pseudoniem Julian Winter.
Van den Akker had zitting in verscheidene jury's voor literaire prijzen, waaronder de P.C. Hooftprijs en de Prijs der Nederlandse Letteren. Ook is hij voorzitter van de Stichting Johan Polak, die jaarlijks de Johan Polak Poëzieprijs, ter grootte van 50.000 euro, uitreikt.

### Eigen werk
- Candlelight en de creativiteit. Hoe dichters dichten. Utrecht, [1984].
- Een dichter schreit niet. Aspecten van M. Nijhoffs versexterne poëtica. Utrecht, 1985 (proefschrift).
- De zanger zonder weerga. J.H. Leopold en de modern(istisch)e poëzie : over 'Verzen 1897'. Amsterdam, 1988 (inaugurele rede).
- De Enschedese lezing van Martinus Nijhoff. Enschede, 1993.
- Dichter in het grensgebied. Over de poëzie van M. Nijhoff in de jaren dertig. Amsterdam, 1994 (essay in opdracht van de Jan Campert-Stichting).
- [met Gillis Dorleijn] Dameskoor 'Het zingend vedertje', of de geschiedschrijving van de moderne Nederlandse poëzie. Utrecht, 1997.
- [met Gillis Dorleijn] De muze: een vrouw met den blik van een man. Utrecht, 2003.

### Dichtwerk
- De afstand. Gedichten. Amsterdam [etc.], 2008.
- Hersenpap. Gedichten.Amsterdam [etc.], 2011.
- Een man. Utrecht, 2015.

### Roman
- [met Esther Jansma, onder het pseudoniem Julian Winter] Messias. Amsterdam, 2015.

### Verzorgingen
- [met Gillis Dorleijn] M. Nijhoff, Gedichten. 3 delen. Assen [etc.], 1993.
- [met Gillis Dorleijn] M. Nijhoff, De pen op papier. Verhalend en beschouwend proza, dramatische poëzie. Amsterdam, 1994.
- Hans Lodeizen, Verzamelde gedichten. Amsterdam, 1996.

### Bloemlezingen
- [met Gillis Dorleijn] M. Nijhoff, Een geur van hoger honing. Amsterdam, 1990.
- De 100 beste gedichten van 1998. Amsterdam [etc.], 1998.
- [met Esther Jansma, inclusief vertaling] Mark Strand, Gedichten eten. Amsterdam [etc.], 2006.
- [met Esther Jansma, inclusief vertaling] Mark Strand, Bijna onzichtbaar. Almost invisible. Amsterdam, 2011.